# .kh
.kh is het achtervoegsel van domeinen van websites uit Cambodja.
Domeinen worden op het derde niveau geregistreerd onder de volgende domeinen op het tweede niveau:
- per.kh voor persoonsnamen
- com.kh voor commerciële organisaties
- edu.kh voor onderwijsinstellingen
- gov.kh voor overheidsinstanties
- mil.kh voor militaire organisaties
- net.kh voor netwerk infrastructuur
- org.kh voor non-profit organisaties